# Кассельский государственный театр

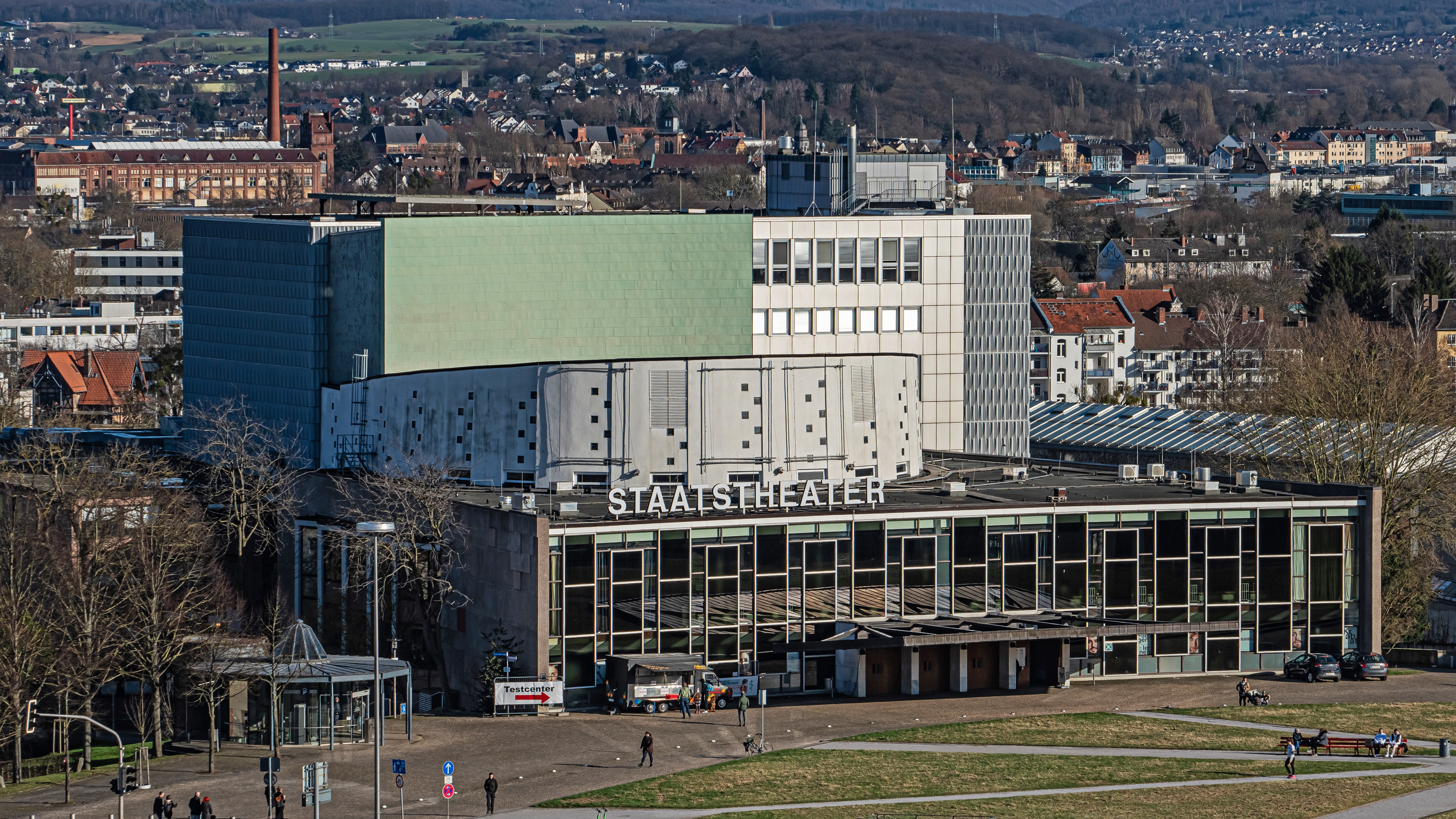
Здание Кассельского государственного театра

Кассельский государственный театр (нем. Staatstheater Kassel) — театр в Касселе. Находится на площади Фридриха.
Первое упоминание о театре датируется первым десятилетием XVII века. При Вильгельме II было принято решение о строительстве нового театра. В 1909 году строительство театра было завершено. В то время театр располагал зрительным залом на 1450 мест и был один из самых больших театров Германии. Во время бомбардировок Второй мировой войны театр был полностью разрушен и на его месте в 1959 году по проекту архитектора Пауля Боде, брата основателя documenta Арнольда Боде, был возведён новый театр.

## Статистика
- Ежедневные спектакли
- Более 30 новых постановок ежегодно
- Обслуживающий персонал свыше 500 человек
- Сидячих мест 1592, посещений ежегодно свыше 210 000 человек